# Доунлан, Мишель
Мишель Эмма Мэй Элизабет Доунлан (англ. Michelle Emma May Elizabeth Donelan; род. 8 апреля 1984, Уитли) — британский политик, член Консервативной партии. Младший министр университетов (2020—2022), в 2021 году получила право участвовать в заседаниях Кабинета. Министр цифровых технологий, культуры, СМИ и спорта (2022—2023). Министр науки, инноваций и технологии (2023—2024).

## Биография
Родилась и провела детство в небольшом посёлке в Чешире. Окончила окружную государственную школу в Лефтуич, затем изучала историю и политику в Йоркском университете. В возрасте 15 лет впервые выступила на конференции Консервативной партии. В качестве специалиста по международным рынкам некоторое время работала в Сиднее в одном из австралийских издательств, по возвращении в Великобританию занималась маркетингом на телеканале History, а позднее руководила маркетинговыми кампаниями WWE в ста странах мира.
В 2015 году избрана в Палату общин от округа Чиппенхэм, победив с результатом 47,6 % обладателя мандата либерального демократа Данкана Хэймса. В 2017 и 2019 годах переизбрана, получив соответственно 54,7 % голосов и 54,3 % (оба раза её основной соперницей была либеральная демократка трансгендер Хелен Белчер).
13 февраля 2020 года назначена младшим министром университетов.
15 сентября 2021 года в ходе серии кадровых перестановок во втором правительстве Джонсона получила право участвовать в заседаниях Кабинета.
5 июля 2022 года получила портфель министра образования в ходе серии кадровых перестановок в правительстве, вызванной отставками членов Кабинета, недовольных курсом правительства.
7 июля 2022 года тоже ушла в отставку на фоне скандала вокруг Криса Пинчера, пробыв в должности 36 часов.
6 сентября 2022 года при формировании правительства Лиз Трасс получила портфель министра цифровых технологий, культуры, СМИ и спорта.
25 октября 2022 года по завершении правительственного кризиса был сформирован кабинет Риши Сунака, в котором Доунлан сохранила прежнюю должность.
7 февраля 2023 года премьер-министр Сунак реорганизовал правительство, в числе прочих мер создав новое Министерство науки, инноваций и технологии, а его главой назначил Мишель Доунлан.
5 июля 2024 года после поражения консерваторов на парламентских выборах было сформировано лейбористское правительство Кира Стармера, в котором преемником Доунлан стал Питер Кайл.